# Maho Girls Pretty Cure!
Maho Girls Pretty Cure! (jap. 魔法つかいプリキュア! Mahō Tsukai Purikyua!) – japońskie anime z gatunku mahō-shōjo, trzynaste z serii Pretty Cure, której autorem jest Izumi Tōdō. Serial miał swoją premierę w lutym 2016 roku. Jest kolejną serią po Go! Princess Pretty Cure

## Postacie

### Pretty Cure
Mirai Asahina (jap. 朝日奈みらい Asahina Mirai) / Cure Miracle (jap. キュアミラクル Kyua Mirakuru)
Seiyū: Rie Takahashi 
Mirai jest trzynastolatką, która rozpoczyna pierwszą klasę gimnazjum. Ona jest dziwną, piękną, zabawną i energiczną dziewczyną, która interesuje się wieloma rzeczami. Teraz kiedy potrafi przekształcić się w Precure, Mirai ma możliwość uczestniczenia w „magicznej szkole”. Jej celem jest, aby studiować magię, kocha i podziwia jaką Riko jest. Strój Cure Miracle jest różowy a jej moc to miłość.
Riko Izayoi (jap. 十六夜 リコ Izayoi Riko) / Cure Magical (jap. キュアマジカル Kyua Majikaru)
Seiyū: Yui Horie 
Riko jest trzynastolatką, która uczęszcza do szkoły magii. Mimo że jest mądra na studiach, jej magia jest bardzo słaba, więc ma nadzieję, że w przyszłości będzie mogła stać się poważną czarownicą. Mieszka razem z Mirai, jej życie staje się jasne i trochę bardziej niepokojące. Podczas poszukiwania klejnotu „Link Stone Emerald” w „magicznym Świecie”. Strój Cure Magical jest fioletowy a jej moc to gwiazdy.
Ha-chan (jap. はーちゃん Hā-chan) / Kotoha Hanami (jap. はなみ　ことは Hanami Kotowa) / Cure Felice (jap. キュアフェリーチェ Kyua Ferīche)
Seiyū: Saori Hayami 
jest nastoletnią wróżką, która pojawia się w Maho Girls Pretty Cure!. Pochodzi z Linkle Smartphone i jest to tajemnicą, dlaczego ona pochodzi od niego. Jej wiek gwałtownie rośnie wraz z jej wymową.

### Maskotki
Mofurun (jap. モフルン Mofurun)
Seiyū: Ayaka Saitō 
Mofurun jest zabawką miś Mirai otrzymała go od swojej babci, Kanako, gdy była małą dziewczynką. Jest niezwykle ważna dla niej. Gdy Mirai i Riko stały się Precure, moduł otrzymała cudowną zdolność do rozmowy!. Kończy swoje frazy z „~ mofu”.

### Złoczyńcy
Dokuroxy (jap. ドクロクシー Dokurokushī)
Seiyū: Yōsuke Akimoto 
Deusmast (jap. デウスマスト Deusumasuto)
Batty (jap. バッティ Batti)
Seiyū: Kōji Yusa 
pierwszy złoczyńca, który pojawił się w sezonie.
Spalda (jap. スパルダ Suparuda)
Seiyū: Yū Kobayashi 
Gamets (jap. ガメッツ Gamettsu)
Seiyū: Jouji Nakata 
Yamoh (jap. ヤモー Yamō)
Seiyū: Yasuhiro Takato 
Labut (jap. ラブー Rabū)
Seiyū: Naoki Tatsuta 
Shakince (jap. シャーキンス Shākinsu)
Seiyū: Shō Hayami 
Benigio (jap. ベニーギョ Benīgyo)
Seiyū: Kikuko Inoue 
Orba (jap. オルーバ Orūba)
Seiyū: Noriaki Sugiyama 
Chikurun (jap. チクルン Chikurun)
Seiyū: NEEKO 
Yokubal (jap. ヨクバール Yokubāru) / Donyokubal (jap. ドンヨクバール Donyokubāru)
Seiyū: Takahiro Shimada , Seiyū: Shōta Yamamoto  (Don Yokubal)
Potwór został zsyntetyzowany przez magię sług ciemności Dokurokushī. Donyokubarl przez Deusmast.

### Pozostałe Postacie
Kanoko Yuki (jap. 結希 かの子 Yūki Kanoko)
Seiyū: Kotoe Taichi 
Babcia Mirai, która podarowała jej misia Mofurun.
Kyoko Asahina (jap. 朝日奈今日子 Asahina Kyōko)
Seiyū: Yūko Katō 
Mama Mirai, prowadzi sklep z biżuterią razem z jej mamą.
Kochou (jap. 校長 Kōchō)
Seiyū: Yūya Uchida 

## Przedmioty
- Linkle Stones (jap. リンクルストーン Rinkuru Sutōn)
- Linkle Stick (jap. リンクルステッキ Rinkuru Sutekki)
- Magic Broom (jap. 魔法のほうき Mahō no Hōki)
- Magic Wands (jap. 魔法の杖 Mahō no Tsue)
- Linkle Smartphone (jap. リンクルスマホン Rinkuru Sumahon)
- Flower Echo Wand (jap. フラワーエコーワンド Furawā Ekō Wando)
- Rainbow Carriage (jap. レインボーキャリッジ Reinbō Kyarijji)

## Lokacje
- No Magic World (jap. ナシマホウ界 Nashimahou Sakai)
- Magic School (jap. 魔法学校 Mahō Gakkō)
- Magic World (jap. 魔法界 Mahō Kai)
- Tsunagi First Middle School (jap. 津成木第一中学校 Tsunagi Daiichi Chūgakkō)
- Magic Shopping Street (jap. 魔法商店街 Mahō Shōtengai)
- Mermaid Village (jap. 人魚の里 Ningyo no Sato)

## Muzyka
Opening
- „Dokkin♢Maho Girls Pretty Cure!” (jap. Dokkin♢魔法つかいプリキュア! Dokkin♢Mahō Tsukai Purikyua!) (odc. 1~21), Rie Kitagawa
- „Dokkin♢Maho Girls Pretty Cure! Part2" (jap. Dokkin◇魔法つかいプリキュア！ Part2 Dokkin♢Mahō Tsukai Purikyua! Part2) (odc. 22~50), Rie Kitagawa

Ending
- „CURE UP↑RA♡PA☆PA! ~Magic That Turns Into Smiles~” (jap. CURE UP↑RA♡PA☆PA!～ほほえみになる魔法～ CURE UP↑RA♡PA☆PA! ~Hohoemi ni Naru Mahou~) (odc. 1~21), Rie Takahashi & Yui Horie
- „Magic Ala・Thanks” (jap. 魔法アラ・ドーモ！ Mahō Ara Dōmo!) (odc. 22~50), Rie Takahashi, Yui Horie & Saori Hayami